# Loxosceles adelaida
Loxosceles adelaida är en spindelart som beskrevs av Willis J. Gertsch 1967. Loxosceles adelaida ingår i släktet Loxosceles och familjen Sicariidae. Inga underarter finns listade i Catalogue of Life.